# Typh Barrow
Pour les articles homonymes, voir Barrow.
Typh Barrow, de son vrai nom Tiffany Baworowski, est une autrice-compositrice-interprète et pianiste belge née à Bruxelles en Belgique le 10 mai 1987.
Son style musical mélange la musique pop et soul avec des accents jazz et blues. Certains médias la considèrent comme l'Adele ou l'Amy Winehouse belge.
En 2017 et 2018, elle est nommée dans la catégorie "Artiste féminine de l'année" aux D6bels Music Awards et reçoit en 2019 le prix de l'artiste de l'année lors des Octaves de la musique.
De 2019 à 2021, elle est l'une des quatre coachs de The Voice Belgique.
En 2020, son album Aloha entre directement à la première place de l'Ultratop 200.

## Biographie

### Débuts
Tiffany Baworowski nait à Bruxelles en Belgique le 10 mai 1987,. Elle commence le piano à cinq ans, le solfège à huit ans et l'écriture de ses premières chansons à onze ans. Elle entame des cours de chant à quatorze ans.
Elle rencontre le réalisateur François Leboutte en 2003. Il devient son manager, lui fait enregistrer ses premières chansons sous le nom de Tiffany Ciely et produit son premier CD 3 titres Ton ombre qui court. Le 21 mars 2005, elle sort son deuxième single, Lost Paradise, et obtient la 10e place du classement Ultratip en Belgique. En mai 2006 sort son premier DVD Tiffany Ciely en concert[réf. nécessaire].
Elle est diplômée en droit de l'Université Saint-Louis - Bruxelles en 2009. Outre le français, sa langue maternelle, elle parle couramment l’anglais, l’espagnol et le néerlandais. Bien que son père soit d'origine polonaise et que, durant un concert donné à Varsovie, elle ait fait des interventions en polonais, elle ne parle cependant pas cette langue.
En 2012 et 2013, elle sort Your Turn (sous le nom de Typhène) puis Do I Care (sous le nom de Typhene Barrow) obtenant respectivement une septième et une quatorzième place à l'Ultratip.

### Ascension
En 2013, elle commence à poster sur Youtube des reprises en piano-voix qui dépassent rapidement le million de vues. Sa reprise de Gangsta’s Paradise est d’ailleurs repérée par le rappeur Coolio, son interprète original, la partageant plusieurs fois sur ses propres réseaux,.
En 2014 sort son double EP. Le premier, Time, est constitué de ses propres compositions et enregistré à Paris, Londres et New York avec le producteur Volodia. Le second, Visions, est composé de reprises déjà partagées sur sa chaine Youtube telle que No Diggity. La même année, sa voix la lâche en plein concert en raison d'un kyste sur les cordes vocales. Elle est obligée de se taire pendant plusieurs mois afin d’éviter une opération qui pourrait lui faire perdre son timbre et est alors contrainte d’annuler tous ses engagements[réf. nécessaire].
À son retour, elle participe à plusieurs émissions de télévision de la RTBF (Dan Late Show, D6bels on Stage)  et présente des concerts dans différents festivals européens tels que les Francofolies de Spa (sélectionnée comme coup de cœur de l’édition 2015 par la RTBF), le Brussels Summer Festival[réf. nécessaire] ou le Festival de Cannes[réf. nécessaire].
En janvier 2017, elle est nommée aux D6bels Music Awards dans les catégories "Artiste féminine de l'année" et "Artiste Classic 21". Lors de la cérémonie du 26 janvier 2017, elle y chante son titre The Whispers. Elle sort un nouveau titre Daddy's Not Coming Back. Au total, plus de 30 000 spectateurs l’auront applaudie sur scène entre 2016 et 2017[réf. nécessaire].
Le 9 avril 2017, elle revient dans l’émission musicale D6bels on Stage et y présente deux nouvelles chansons, Hurt et The Absence, qui apparaitront sur son album prévu pour début 2018. Le 26 janvier 2018, elle est une nouvelle fois nommée dans la catégorie "Artiste féminine de l'année" aux D6bels Music Awards.
Le 6 mai 2018, elle interprète La Chanson des vieux amants en duo avec Maurane lors de la Fête de l'iris à Bruxelles, aux côtés d'une vingtaine d'artistes qui célèbrent Jacques Brel, comme elles l'avaient fait trois jours auparavant dans le cadre de l'Inc'Rock Festival à Incourt. Le soir du 3 mai, Typh Barrow avait déclaré « Un rêve s’est réalisé ce soir. Chanter avec Maurane qui remontait pour la première fois sur scène depuis deux ans. Quel honneur. Quelle chance. Merci ». En 2018 et 2019, elle se produit à l'Ancienne Belgique, au Forum de Liège, au Cirque Royal de Bruxelles et au Palais des Beaux-Arts de Charleroi. En deux ans, plus de 200 000 personnes l'auront vu en concert[réf. nécessaire].

### Raw
Le 18 janvier 2018 sort son premier album studio, RAW, dont elle signe l’entièreté des textes et des musiques. Elle y raconte ses obsessions, ses joies, ses fragilités et ses peurs : le temps qui passe, l'abandon, le harcèlement, la rupture, la dépendance, l'intolérance, le renouveau, l'introspection[réf. nécessaire]. Pour le réaliser, elle part dans un premier temps à Londres dans un studio qui a conservé le matériel utilisé dans les années 1960 dans les studios d’Abbey Road, où elle travaille avec le groupe The Heliocentrics, un collectif anglais transgressif et psychédélique de funk et jazz[réf. nécessaire]. Les chansons sont jouées sans métronome, chantées d’une traite, sans découpage. Elle poursuit l’expérience à Bruxelles et y enregistre l’autre partie de l’album dans les studios ICP aux décors plus confortables avec des sonorités plus modernes[réf. nécessaire].
Co-réalisé par Dimitri Tikovoï et François Leboutte, le producteur de ses débuts, RAW est le fruit de nombreuses collaborations artistiques avec plusieurs producteurs : Danton Supple (en), Dave Eringa (en), Erwin Autrique, Al O’Connel, Antoine Gaillet et Jean-François Assy[réf. nécessaire].
Le single Taboo est bien accueilli par les radios et sera son premier titre classé dans l'Ultratop 50 Singles en Belgique francophone.
Dès sa sortie, l'album rencontre un beau succès. La presse salue un album très réussi : « Diamant brut, album très réussi, un pur régal pour les oreilles », « Mission réussie haut la main », « Réussite de RAW, son premier album » ou encore « Oui, cette auteure-compositrice et interprète peut être fière de ce premier album ».
La semaine suivante, l'album arrive en tête du classement des meilleures ventes d'albums Ultratop 200. Il devient disque d'or en mai : elle l'offre au Télévie, une opération caritative belge au profit de la lutte contre la leucémie durant laquelle est organisée une vente aux enchères et pour laquelle le disque partira pour un montant de 15 100 €[réf. nécessaire].
Le 22 août 2018, la RTBF la sélectionne pour devenir coach dans la saison 8 de The Voice Belgique, poste qu'elle occupe toujours en 2020.
En 2019, elle reçoit l'octave de l'artiste de l'année décernée lors de la cérémonie des Octaves de la musique[réf. nécessaire].

### Aloha, documentaire et album live
En avril 2019 sort Replace, le premier extrait de son album suivant Aloha. Le single reçoit un bon accueil auprès des radios et restera classé dans l'Ultratop 50 Singles durant 20 semaines. Un deuxième extrait sort en septembre 2019, Doesn't Really Matter, et rencontre  un succès similaire (15 semaines, culminant à la 9e position).
Pour l'album, coproduit par François Leboutte et Dave Eringa, Typh Barrow se rend notamment en Nouvelle Calédonie sur l’île de Maré à la rencontre du chanteur kanak Gulaan. Cette collaboration donne naissance au duo Aloha, titre éponyme de l'album, qui obtient lui aussi un top 20 dans l'Ultratop 50 Singles. L'album contient en outre un duo avec le chanteur Jasper Steverlinck, leader du groupe Arid, sur le titre The Gift.
L'album Aloha sort le 17 janvier 2020 et entre directement à la première position de l'Ultratop 200. Il est certifié double disque d'or[réf. nécessaire] et est l'album en anglais le plus vendu de l'année en Belgique[réf. nécessaire].
En 2020, après avoir suivi la chanteuse en tournée pendant plus d'un an, le réalisateur Benoît Vlietinck produit le film documentaire D'une voix à l'autre dans lequel il propose un portrait intime de la chanteuse.
En raison de l’arrêt de tous les concerts à la suite de la pandémie de covid-19, sort le 28 mai 2021 le double disques CD/DVD RAW Tour enregistré à l'Ancienne Belgique dans lequel on retrouve la chanteuse accompagnée de BJ Scott, Matthew Irons (Puggy) ou encore Philippe De Cock (pianiste de Maurane). François Leboutte, toujours producteur et manager de la chanteuse, y intègre des images filmées par les spectateurs présents dans la salle.

## Vie privée
Typh Barrow pratique les sports extrêmes : l'escalade, le saut en parachute et le saut à l'élastique.
Elle a un frère ainé. Le 28 avril 2023, sur scène lors d'un concert à Forest National, elle annonce être enceinte de son premier enfant.

## Discographie

### Albums
- 2014 : Time/Visions (double EP)
- 2018 : RAW
- 2020 : Aloha
- 2021 : RAW Tour (live)

### Singles
- 2012 : Your Turn
- 2013 : Do I Care
- 2014 : No Diggity, Time, To Say Goodbye
- 2016 : The Whispers
- 2017 : Daddy's Not Coming Back
- 2018 : Taboo, Hurt
- 2019 : Replace, Doesn't Really Matter
- 2020 : Aloha, Very First Morning, Colour
- 2021 : Damn! You’re Bad
- 2023 : Don't Let Me Go